# یایجیلو
یایجیلو یکی از روستاهای استان آذربایجان شرقی است که در دهستان گویجه بل بخش مرکزی شهرستان اهر واقع شده‌است.این روستا ۱۵۱ نفر جمعیت دارد.